# George Charles
Sir George Frederick Lawrence Charles (ur. 7 czerwca 1916, zm. 26 czerwca 2004) – polityk Saint Lucia.
W latach 1960–1964 był pierwszym szefem rządu Saint Lucia (zastąpił go w kwietniu 1964 John Compton), kierował również resortami edukacji i spraw socjalnych; zasłużony dla rozwoju państwa w okresie uniezależniania się od zwierzchności kolonialnej. Był współzałożycielem Partii Pracy Saint Lucia.